# Polonia Warszawa
Polonia Varšava je poljski prvoligaški nogometni klub s sedežem v Varšavau, ki je bil ustanovljen leta 1911. 

## Dosežki
- Državni prvak: (2)

1946, 1999/2000
- Superpokal: (1)

2000
- Pokalni zmagovalec: (2)

1951/52, 2000/01

## Igralski kader

### Člansko moštvo[1]
| Št. | Država    | Položaj | Igralec                |
| --- | --------- | ------- | ---------------------- |
| 1   | Poljska   | GK      | Michał Dudek           |
| 25  | Poljska   | GK      | Paweł Błesznowski      |
| ?   | Poljska   | GK      | Dominik Budzyński      |
| 2   | Poljska   | DF      | Maciej Joczys          |
| 3   | Poljska   | DF      | Tomasz Dudek           |
| 4   | Poljska   | DF      | Daniel Grala           |
| 6   | Poljska   | DF      | Damian Maleszyk        |
| 7   | Poljska   | DF      | Jacek Karbowniak       |
| 13  | Poljska   | DF      | Michał Jagodziński     |
| 14  | Poljska   | DF      | Aleksander Fogler      |
| 21  | Poljska   | DF      | Kacper Lachowicz       |
| 5   | Poljska   | MF      | Bartłomiej Gołaszewski |
| 9   | Črna gora | MF      | Danilo Radjenović      |

| Št. |                         | Položaj | Igralec              |
| --- | ----------------------- | ------- | -------------------- |
| 10  | Poljska                 | MF      | Maciej Biernacki     |
| 15  | Poljska                 | MF      | Piotr Tyburski       |
| 16  | Ukrajina                | MF      | Nazar Litun          |
| ??  | Poljska                 | MF      | Rafał Linka          |
| 17  | Poljska                 | MF      | Bartłomiej Kucharski |
| 18  | Združene države Amerike | MF      | Gerry Madden         |
| 19  | Poljska                 | MF      | Aleksander Majerz    |
| 22  | Poljska                 | MF      | Patryk Strus         |
| ?   | Poljska                 | MF      | Marcin Kur           |
| 8   | Armenija                | FW      | Edgar Ghazarian      |
| 11  | Poljska                 | FW      | Michał Strzałkowski  |
| 20  | Poljska                 | FW      | Jacek Kosmalski      |
| 23  | Poljska                 | FW      | Marcin Tomczykowski  |

## Znani bivši igralci
| - Marcin Baszczyński - Edgar Çani - Vladimir Dvalishvili - Radosław Majdan - Bruno Coutinho Martins |  | - Emmanuel Olisadebe - Euzebiusz Smolarek - Piotr Świerczewski - Marcin Żewłakow - Michał Żewłakow |